# سيدي محمد ولد بوبكر
سيدي محمد ولد بوبكر (ولد في 31 مايو 1957) هو سياسي وديبلوماسي موريتاني سبق أن تقلّد منصب الوزير الأول في البلاد على فترتين، أولاهما في عهد الرئيس الأسبق معاوية ولد سيدي أحمد الطايع من عام 1992 إلى عام 1996، ومرة أخرى في الفترة الانتقالية التي تلت الانقلاب على ولد الطايع أثناء حكم المجلس العسكري للعدالة والديموقراطية برئاسة العقيد إعلي ولد محمد فال من عام 2005 حتى عام 2007. وهو مرشح سابق للرئاسة في البلاد، حيث حلّ ثالثا في الانتخابات الرئاسية الموريتانية 2019 بحصوله على نسبة 17.58% من أصوات الناخبين بعدما التفت خلفه بعض التيارات السياسية كالإسلاميين وغيرهم.